# Catedral de Oxford
A Igreja Catedral de Cristo, (em inglês: Christ Church Cathedral), é a catedral da diocese anglicana de Oxford, que consiste nos condados de Oxfordshire, Buckinghamshire e Berkshire. É também a capela da Igreja de Cristo na Universidade de Oxford. Este duplo papel como catedral e capela da faculdade é único na Igreja da Inglaterra.